# Xanthostemon youngii
Xanthostemon youngii är en myrtenväxtart som beskrevs av Cyril Tenison White och William Douglas Francis. Xanthostemon youngii ingår i släktet Xanthostemon och familjen myrtenväxter. Inga underarter finns listade i Catalogue of Life.